# Железничка станица Сремски Карловци
Железничка станица Сремски Карловци је једна од железничких станица на прузи Београд—Суботица. Налази се у насељу Сремски Карловци у општини Сремски Карловци. Пруга се наставља у једном смеру ка Петроварадину и у другом према Карловачким виноградина. Железничка станица Сремски Карловци се састоји из четири колосека.